# 铁影壁胡同
39°56′51″N 116°23′02″E / 39.9475537°N 116.3840103°E

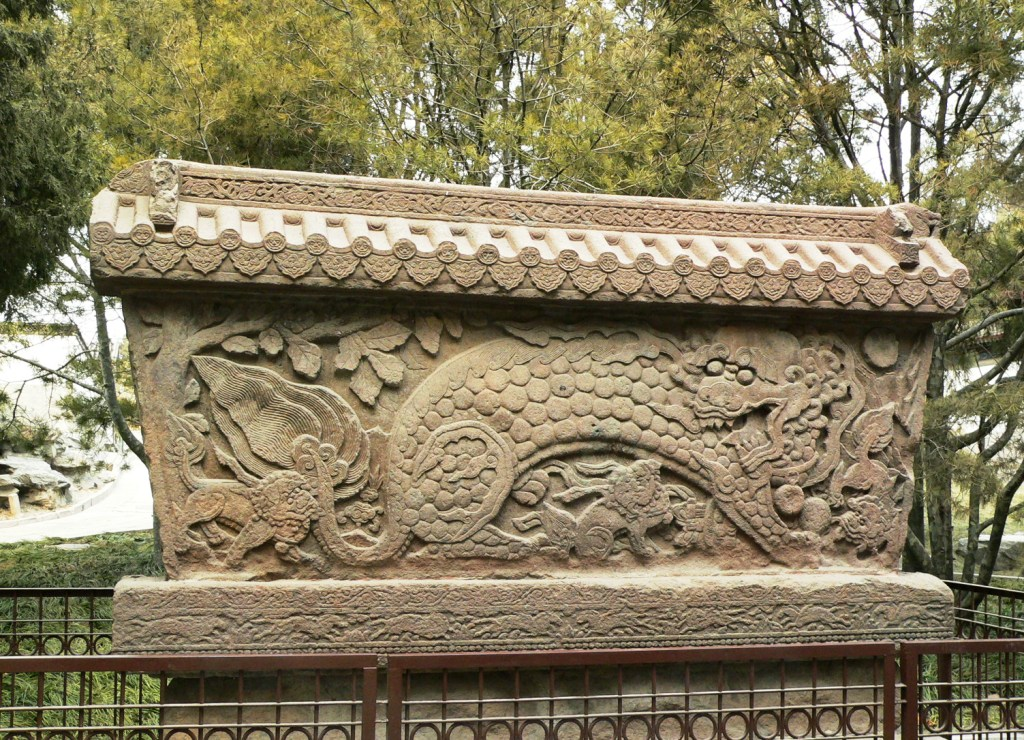
铁影壁胡同因此而得名

铁影壁胡同是北京德胜门内鼓楼西大街的一条胡同，胡同因铸钟厂“护国德胜庵”的铁影壁而得名。该影壁现在已被移到北海公园五龙亭的东北端澂观堂前。现在的铁影壁胡同只有一些住户。